# Leopold-und-Astrid-Küste
Koordinaten: 67° 20′ S, 84° 30′ O
Die Leopold-und-Astrid-Küste (norwegisch Leopold og Astrid Kyst) ist ein Küstenabschnitt des ostantarktischen Prinzessin-Elisabeth-Lands. Er liegt zwischen dem westlichen Ende des West-Schelfeises und Kap Penck. Nach Westen schließt sich die Ingrid-Christensen-Küste an, nach Osten die Kaiser-Wilhelm-II.-Küste.
Der norwegische Pilot Alf Gunnestad (1904–1987) entdeckte und erkundete sie am 17. Januar 1934 bei einem Überflug im Zuge der vom norwegischen Walfangunternehmer Lars Christensen finanzierten dritten Antarktisfahrt mit dem Schiff Thorshavn (1933–1934) unter Kapitän Nils Larsen (1900–1976). Christensen benannte die Küste nach dem belgischen König Leopold III. (1901–1983) und dessen erster Ehefrau Astrid (1905–1935).